# Nazionale maschile di pallamano del Bahrein
La nazionale del Bahrein di pallamano rappresenta il Bahrein nelle competizioni internazionali e la sua attività è gestita dalla Bahrain Handball Association.